# Gerhard Pelzl
Gerhard Pelzl (* 1939) ist ein deutscher Chemiker, Hochschullehrer und ehemaliger Basketballspieler.

## Leben
Pelzl studierte von 1958 bis 1964 Chemie an der Martin-Luther-Universität Halle-Wittenberg, 1969 schloss er ebendort bei Horst Sackmann seine Doktorarbeit (Thema: „Über Doppelbrechung und Polymorphie kristalliner Flüssigkeiten“) und 1987 seine Habilitation ab. Von 1992 bis zu seinem Eintritt in den Ruhestand hatte er an der Universität Halle eine Professorenstelle für Physikalische Chemie inne. Zu den Schwerpunkten seiner wissenschaftlichen Arbeit zählten die Strukturaufklärung und die Untersuchung von thermotropen flüssig-kristallinen Systemen. 2017 wurde er von der Deutschen Flüssigkristallgesellschaft mit der Alfred-Saupe-Medaille für sein Lebenswerk ausgezeichnet.

### Basketball
Pelzl, dessen Ehefrau Gisela, die er 1966 heiratete, ebenfalls Basketballspielerin war, spielte beim SC Chemie Halle, wurde mit der Mannschaft Basketballmeister der Deutschen Demokratischen Republik und nahm an Europapokalspielen teil. In die DDR-Herrennationalmannschaft erhielt er 17 Berufungen und trat mit der Auswahl beim im italienischen Bologna ausgetragenen Ausscheidungsturnier für die Olympischen Sommerspiele 1960 an. Noch im Rentenalter nahm er an Basketball-Wettkämpfen teil, unter anderem an den Bundesbestenspielen in der Altersklasse Ü65.